# Bahnhof Lich (Oberhess)
Der Bahnhof Lich (Oberhess) ist ein Bahnhof in der mittelhessischen Stadt Lich. Der Bahnhof liegt an der Bahnstrecke Gießen–Gelnhausen (Lahn-Kinzig-Bahn). Ein zweiter Haltepunkt im Licher Stadtgebiet ist Langsdorf (Oberhess) im Stadtteil Langsdorf.

## Geschichte
Der Bahnhof wurde am 29. Dezember 1869 gemeinsam mit dem ersten Abschnitt der Lahn-Kinzig-Bahn vom Bahnhof Gießen nach Hungen eröffnet. Bauherr war die Oberhessische Eisenbahn-Gesellschaft.
1904 wurde südlich des Bahnhofs die Station Lich (Oberhess) Süd der Wettertalbahn eingerichtet. Der Schrankenposten an der damaligen Bundesstraße war für beide Strecken gleichermaßen zuständig. Mit der Stilllegung der privaten Strecke 1961 wurde der Bahnhof Lich Süd abgebaut, von den Hochbauten ist nichts erhalten.

## Bahnanlagen

### Empfangsgebäude
Das 1869 mit der Eröffnung der Strecke errichtete Empfangsgebäude ist ein 7-achsiges Bauwerk mit zwei Geschossen. An der Süd- und der Westseite ist ein Pultdach angebracht, das von gusseisernen Säulen gestützt wird. Es ist heute ein Kulturdenkmal nach dem Hessischen Denkmalschutzgesetz.

### Gleise und Bahnsteige
In seiner größten Ausbauphase verfügte der Bahnhof Lich über 10 parallel liegende Gleise zwischen dem Güterschuppen und der südlichen Bahnhofsgrenze, wovon jeweils fünf zur Strecke Gießen–Gelnhausen und zum Bahnhof der Butzbach-Licher-Eisenbahn gehörten. Deren Bahnanlagen waren an beiden Bahnhofsköpfen mit den Anlagen der Bundesbahn verbunden.

#### DB-Bahnhof
Ein Hausbahnsteig mit einer Länge von 213 Metern an Gleis 1 – das nur von Zügen aus Richtung Gelnhausen nach Gießen befahren werden konnte – und ein Zwischenbahnsteig mit einer Länge von 263 Metern an Gleis 2 standen in diesem Teil des Bahnhofs für den Personenverkehr zur Verfügung. Gleis 3 war ein in beide Richtungen befahrbares Überholgleis für Güterzüge, das daneben liegende Gleis 4 begann erst auf Höhe des Stellwerks, das in der westlichen Verlängerung dieses Gleises inmitten der Bahnanlagen stand. Dieses Gleis führte am östlichen Bahnhofsende zu einer kombinierten Kopf- und Seitenrampe, die aus Richtung der Stadt von einer aus Osten auf das Gelände führenden Zufahrt erreicht werden konnte. Gleis 5 war das zwischen Gleis 1 und dem 1895 als Backsteinbauwerk errichteten Güterschuppen verlaufende Ladegleis, an dem auch eine Ladestraße angelegt war. Lokbehandlungsanlagen gab es in diesem Teil des Bahnhofs nicht.

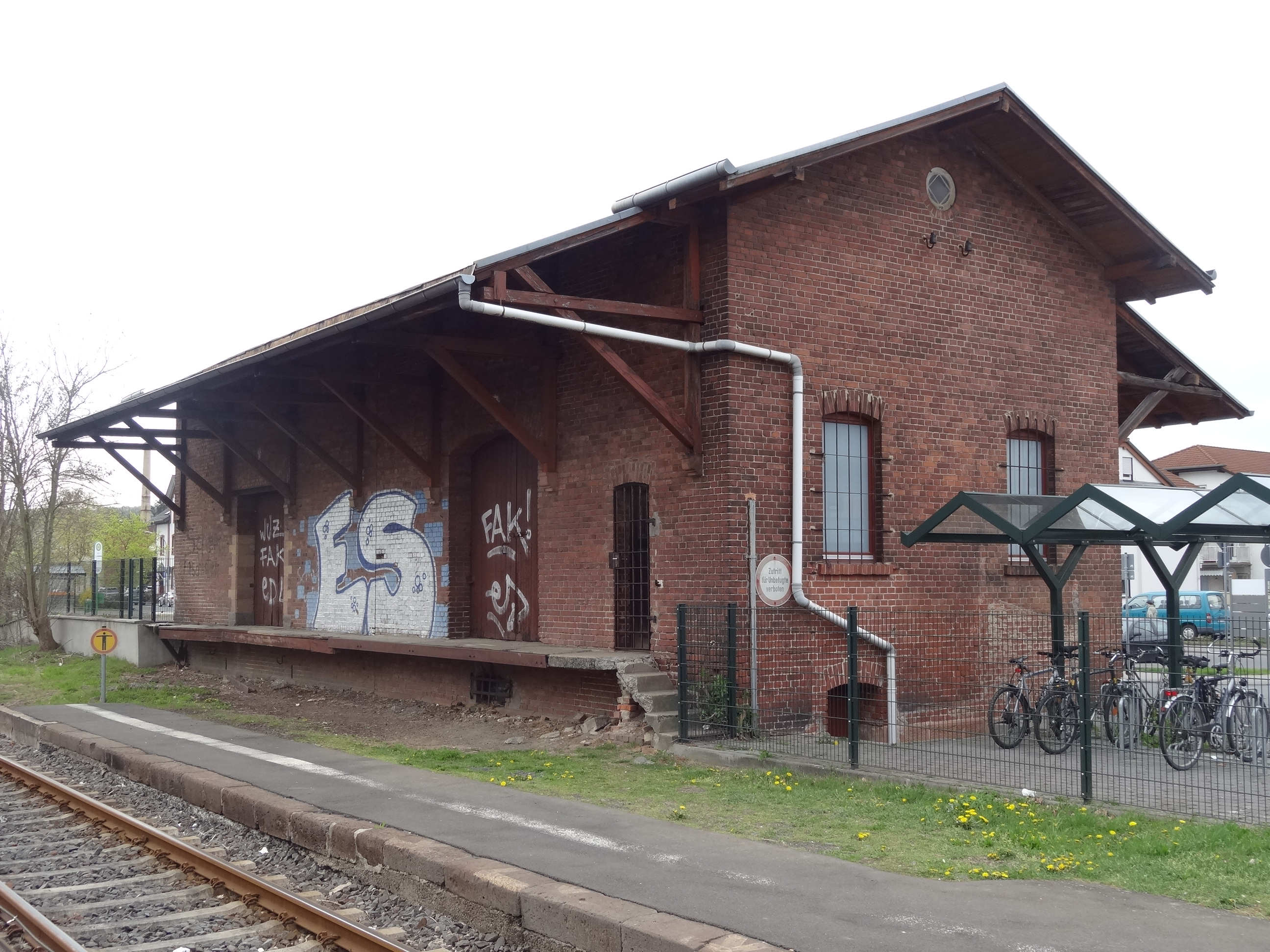
Güterschuppen aus dem Jahr 1895

Heute sind die Gleise 1 und 2 mit den beiden sie verbindenden Weichen die letzten im Bahnhof in Benutzung verbliebenen Gleise. Beide Gleise verfügen über Bahnsteige. Die früher bestehende Fahrtrichtungsbeschränkung für Gleis 1 wurde spätestens mit der Stilllegung des Gleises 3 aufgegeben, so dass heute beide Gleise signalmäßig für beide Fahrtrichtungen genutzt werden können. Die übrigen Gleise dieses Bahnhofsteils sind teilweise noch vorhanden, jedoch stark überwuchert und kaum noch zu erkennen.
Am 10. Juli 2023 wurde die Genehmigung für die Modernisierung der Verkehrsstation beantragt, in dessen Zusammenhang stillgelegten Gleise 3 und 4 ersatzlos rückgebaut, Gleis 2 verschwenkt und der Zwischenbahnsteig durch einen Mittelbahnsteig mit höhengleichem Zugang ersetzt werden sollen.

#### BLE-Bahnhof
Die Strecke von Butzbach beschrieb einen Bogen nördlich um das Gelände der Licher Privatbrauerei und lief auf einem kurzen Stück parallel zum Streckengleis der DB. Gemeinsam mit diesem querte es den Bahnübergang, schlug einen schwachen Rechtsbogen ein und verzweigte sich zunächst in zwei Bahnsteiggleise, bevor sich die insgesamt fünfgleisige Anlage des Bahnhofs entwickelte, die vollständig parallel zu den DB-Gleisen lag. Das kleine Empfangsgebäude der BLE lag unmittelbar hinter dem Bahnübergang, die Bahnsteige begannen an diesem und ein kleiner Güterschuppen stand als separates Gebäude, jedoch ohne Gleisanschluss, etwa 75 Meter östlich. Für die Reisenden gab es keine unmittelbare Verbindung zu den Bahnsteigen der Hauptstrecke, diese mussten den etwa fünf Minuten langen Fußweg über den Bahnübergang auf die gegenüberliegende Seite der Bahnanlagen zum Empfangsgebäude der DB in Kauf nehmen. Eine kurze Ladestraße befand sich am westlichen Ende des südlichsten Bahnhofsgleises, das zweite Gleis von dieser Seite aus wurde als Streckengleis genutzt, es führte zu dem heute (2020) noch im Landschaftsbild sichtbaren Damm zu einer Brücke, auf der DB-Strecke in einem Winkel von etwa 60° überquert wurde. An der östlichen Verlängerung des mittleren Gleises der BLE-Anlagen stand ein einständiger Lokschuppen, in dessen Vorfeld ein Wasserkran, seitlich daneben ein kleiner Kohlebansen.

### Stellwerk

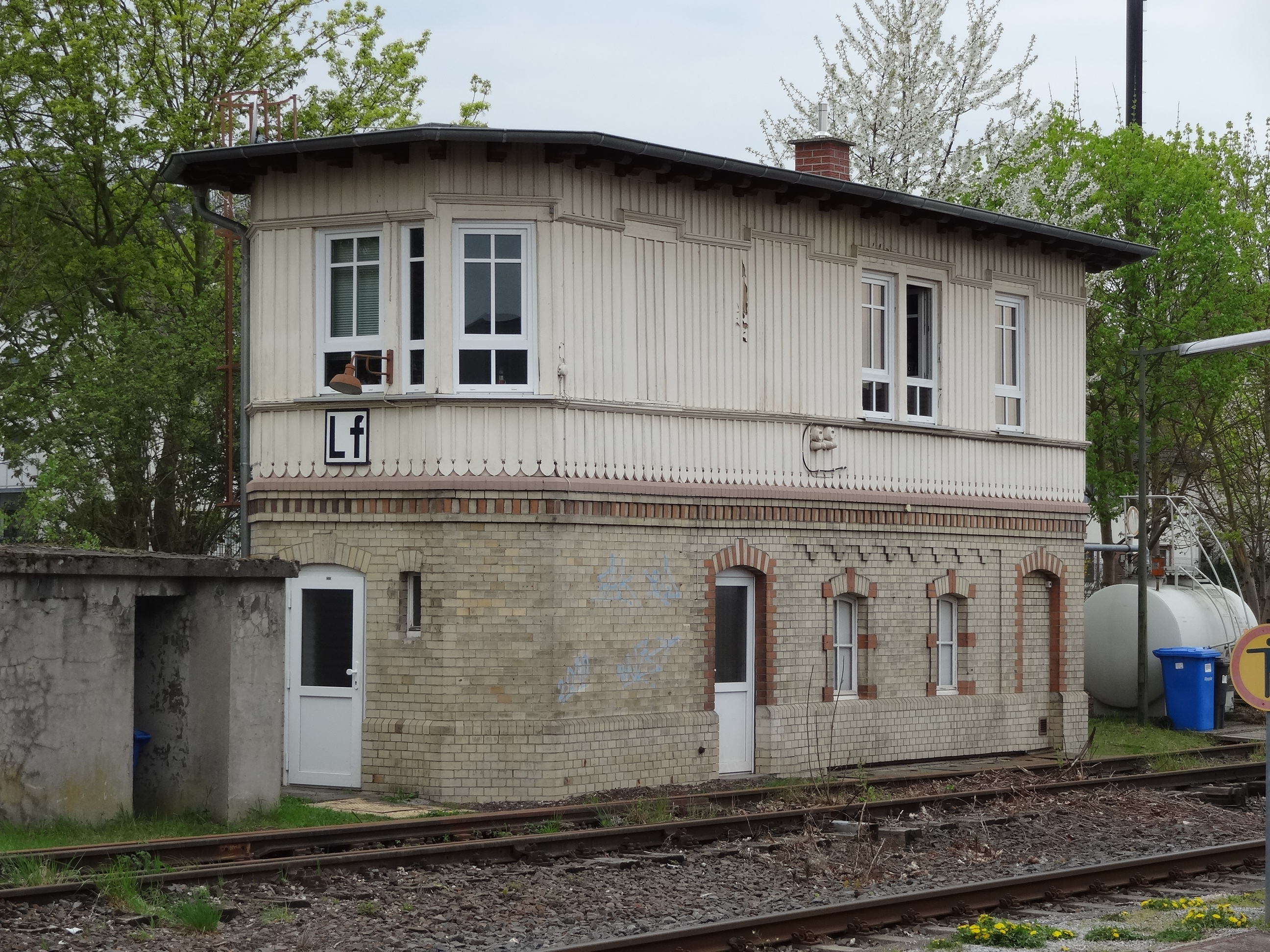
Stellwerk

Der Bahnhof Lich verfügt über ein Stellwerk mit der Bezeichnung Lf (Lich Fahrdienstleiter). Es steht etwa in km 15,08 der Bahnstrecke Gießen–Gelnhausen schräg gegenüber dem Empfangsgebäude und wurde im Jahr 1890 errichtet und in Betrieb genommen. Die Technik des Stellwerks ist mechanisch. War es bis 1961 allseitig von Gleisen umgeben, so markiert es heute die südliche Begrenzung des Bahnhofsgeländes.

## Verkehr

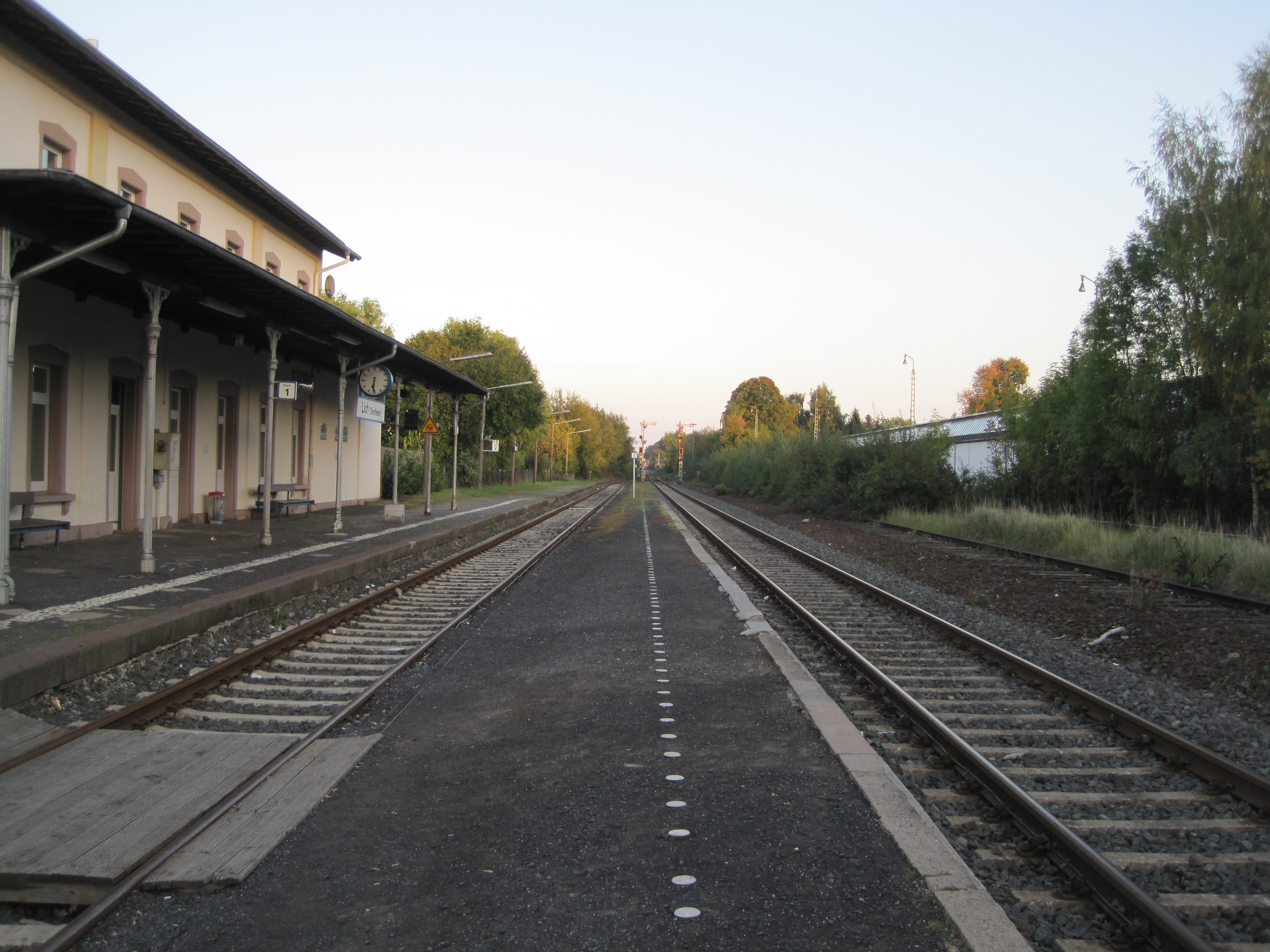
Bahnsteige

Lich liegt im Tarifgebiet des Rhein-Main-Verkehrsverbundes (RMV).

### Bahnverkehr
In Lich halten Regionalbahnen der Hessischen Landesbahn (HLB) auf der Strecke Gießen–Nidda–Glauburg-Stockheim–Gelnhausen. Werktags besteht Stundentakt in beide Richtungen, welcher von Montag bis Freitag in den Hauptverkehrszeiten durch einzelne halbstündliche Verbindungen von und nach Nidda ergänzt wird. Sonn- und feiertags wird der Stundentakt morgens und abends zwischen Nidda und Gelnhausen auf 120 Minuten gestreckt.
| Linie | Verlauf | Takt   |
| ----- | --- | ------ |
| RB 46 | Lahn-Kinzig-Bahn: Gießen – Gießen Erdkauter Weg – Watzenborn-Steinberg – Garbenteich – Lich (Oberhess) – Langsdorf (Oberhess) – Hungen – Trais-Horloff – Ober Widdersheim – Borsdorf (Hess) – Nidda – Ranstadt – Effolderbach – Glauburg-Stockheim – Bleichenbach – Büches-Düdelsheim – Büdingen (Oberhess) – Mittel Gründau – Lieblos – Gelnhausen Stand: Fahrplanwechsel Dezember 2021 | 60 min |

### Busverkehr
Lich ist durch das Busnetz des Rhein-Main-Verkehrsverbundes an Linien nach Gießen, Butzbach, Schotten und Grünberg angebunden.